# Légion nord-africaine
Pour les articles homonymes, voir Brigade nord-africaine.
Ne doit pas être confondu avec Légion étrangère ou Phalange africaine.
 (janvier 2024).
La Légion nord-africaine (LNA), ou Brigade nord-africaine (BNA) de la rue Lauriston, ou Phalange nord-africaine (en Dordogne), est une unité paramilitaire française de collaboration, formée de Nord-Africains et de Français de métropole, ayant opéré en 1944 pour le compte de l'Allemagne nazie pendant la Seconde Guerre mondiale. La brigade prend part à des combats contre la résistance intérieure française, en Corrèze, en Dordogne et en Franche-Comté.

## Histoire
La Légion nord-africaine (LNA) ou Brigade nord-africaine (BNA) est créée officiellement le 28 janvier 1944 par Henri Lafont, responsable français de la Gestapo, et le militant d'extrême droite et nationaliste algérien Mohamed el-Maadi (ancien officier français membre de l'organisation terroriste la Cagoule), sous les ordres du colonel SS Helmut Knochen, no 2 de la police allemande en France (Sipo et SD, incluant la Gestapo).
Appelée aussi « Phalange », elle constitue une force supplétive au service de l’armée allemande composée majorairement de musulmans recrutés parmi la communauté nord-africaine, surtout algérienne, présente en France, en particulier en région parisienne, et commandés par des Français de métropole. Elle ne doit pas être confondue avec la Phalange africaine créée par le gouvernement de Vichy pour lutter contre les troupes alliées en Tunisie après leur débarquement en Afrique du Nord en novembre 1942. 
En janvier-février 1944, la Brigade nord-africaine comprend 300 membres, dont 180 Nord-Africains, essentiellement algériens, une centaine de militants du Rassemblement national populaire (RNP)  fournis par Marcel Déat ainsi que les membres de la bande de Bonny et Lafont. Elle est organisée en cinq sections et dirigée par Henri Lafont, qui porte le grade de Hauptsturmführer (capitaine) dans la SS. Son adjoint est Pierre Bonny, l'ex « premier flic de France », lui aussi membre éminent de la « Gestapo française », avec le grade d'Obersturmführer (lieutenant). Les chefs des cinq sections sont Paul Maillebuau, Charles Cazauba, Alexandre Villaplane, Paul Clavié et Lucien Prévost, tous promus sous-lieutenants SS (Untersturmführer) tout comme Louis Pagnon le chauffeur de Lafont, nommé officier de réserve (ces hommes n'ont rien à voir avec les Waffen-SS français, ils sont aux ordres d'une autre branche de la SS, le Sipo-SD, police allemande de la SS, souvent appelée par erreur « Gestapo»). 
La troupe comprend également une vingtaine  de sous-officiers français dont  Abel Danos, Raymond Monange, Louis Haré, Jean Baptiste Chaves, Jean Sartore, Paul Victor, Jean Vinas, Jean Delchiappo, Mathieu Fioraventi, Jean Thilmont, Charles Fels, Eugène Slovenski etc. 
La Légion nord-africaine servira d'auxiliaire à la Gestapo de Périgueux, sous les ordres de Michaël Hambrecht, qui est installé 1, place du Théâtre et qui commande une quinzaine agents.
Les officiers et sous-officiers portent l'uniforme SS, type SD. Les hommes de troupe portent un équipement ressemblant assez à celui de la Milice, ceinturon et poignard de la Waffen SS en prime. Tous ont reçu une carte verte de l'avenue Foch (SD) de Paris, certifiant leur appartenance à la SS. 
La brigade prend part à des combats contre la résistance intérieure française, en Corrèze (trois sections participent aux combats contre le maquis), en Dordogne (une section) et en Franche-Comté (une section). 
Dans les faits, la légion nord-africaine, dès son arrivée en Dordogne, et durant les cinq mois de sa présence, s’illustre surtout par ses nombreuses exactions et massacres, parmi lesquels ceux de Brantôme (26 mars 1944), Sainte-Marie-de-Chignac (27 mars 1944), Saint-Martin-de-Fressengeas, Mussidan (52 fusillés), Saint-Germain-du-Salembre et des Piles à Cornille (13 fusillés).
La légion est dissoute en août 1944 quand la troupe se disperse.
Certains des anciens membres suivent Mohamed el-Maadi, qui en août 1944 se réfugie avec son épouse en Allemagne, où il est accueilli par le Grand Mufti de Jérusalem Amin al-Husseini. Il est jugé par contumace en juillet 1948 et condamné aux travaux forcés à perpétuité et à la dégradation nationale,.
Les commandants français de la BNA, dont Lafont, Bonny, Villaplane, Monange, Danos, Delchiapo, Fioravanti, Vinas, etc., sont pratiquement tous condamnés à mort et exécutés après la libération. Monange et Danos sont fusillés les derniers en mars 1952. Cazauba et Maillebuau sont eux probablement tués par des résistants.

## Sources
- Jean-Marc Berlière, « Brigade nord-africaine de la rue Lauriston », dans Polices des temps noirs : France, 1939-1945, Paris, Perrin, 2018, 1357 p. (ISBN 978-2-262-03561-7, DOI 10.3917/perri.berli.2018.01.0157 ), p. 157-162.
- Gregory Bouysse, Dictionnaire biographique des volontaires de la Légion des Volontaires Français, du Bezen Perrot et de la Brigade Nord-africaine, Lulu.com, 2011  (ISBN 9781447593584).
- Luc Briand, Le Brassard : Alexandre Villaplane, capitaine des Bleus et officier nazi, Plein Jour, 2022, 271 p.
- Patrice Rolli, La Phalange nord-africaine (ou Brigade nord-africaine, ou Légion nord-africaine) en Dordogne : Histoire d'une alliance entre la Pègre et la Gestapo (15 mars-19 août 1944), Éditions l'Histoire en Partage, 2013, 189 pages. Sur Alexandre Villaplane et Raymond Monange essentiellement.
- Patrice Rolli, Une brigade nord-africaine pour le Reich : pègre et Gestapo contre Résistance en France (mars-août 1944), Éditions l'Histoire en Partage, 2017, 185 pages. Édition additionnelle de l'ouvrage La Phalange Nord-Africaine en Dordogne (2013) qui ne se limite plus à ce département, mais qui englobe tous les secteurs d'interventions de la Brigade Nord-Africaine en France en 1944, soit la Corrèze et la Franche-Comté (en plus du Périgord).